# Willmersdorf (Werneuchen)
Willmersdorf è una frazione della città tedesca di Werneuchen.

## Storia
Il comune di Willmersdorf venne soppresso nel 2003 e aggregato alla città di Werneuchen.